# Radegast
Radegast es una marca de cerveza checa producida por la cervecera Radegast de Plzeňský Prazdroj, S.A. en la localidad de Nošovice, en el distrito de Frýdek-Místek.

## Historia
La construcción de la fábrica de cerveza de Nošovice comenzó en 1966, año en que se colocó su primera piedra. El primer lote de cerveza se produjo el 3 de diciembre de 1970. En 1990 se privatizó la fábrica y se fundó Pivovar Radegast S.A.. En marzo de 2017, el grupo fue adquirido por la empresa cervecera japonesa Asahi Group Holdings Ltd, la decimosexta mayor empresa cervecera del mundo. La adquisición por parte de la empresa japonesa fue condicionada por la Comisión Europea debido a la adquisición del grupo SABMiller por AB Inbev. Posteriormente se introdujo un apartadero ferroviario a la fábrica de cerveza de Radegast desde la estación de ferrocarril de Dobrá, cerca de Frýdek-Místek, en la línea 322.

## Tipos de cerveza Radegast

### Cerveza con alcohol
| Nombre           | Alcohol | Gradación | Tipo                       | ibu | Nota                  |
| ---------------- | ------- | --------- | -------------------------- | --- | --------------------- |
| vigoroso 10      | 4.1 %   | 10.25     | taberna luminosa           | 30  |                       |
| Ryze amargo 12   | 5.1 %   | 12.25     | cerveza ligera             | 36  |                       |
| Sin filtrar 12   | 5.1 %   | 12.30     | cerveza pálida sin filtrar | 36  |                       |
| Oscuro amargo 12 | 5.2 %   | 12.30     | cerveza semi oscura        | 42  |                       |
| Extra amargo 15  | 6.5 %   | 15.30     | cerveza fuerte             | 42  |                       |
| ratar            | 4.3 %   | 10.50     | taberna luminosa           | 50  | la cerveza mas amarga |
| rog              | 4.6 %   | 10.70     | IPA                        | 50  | nuevo 2021            |

- IBU = Unidades de amargor
- Kult / Rog: novedades anunciadas que se presentarán a principios de 2021. El nombre se elegirá en una encuesta en Facebook. [2]

### Cerveza sin alcohol
- Birell (0,5 % vol.) - cerveza sin alcohol rubia
- Birell Polotmavý (0,5 % vol.) - cerveza sin alcohol semioscura
- Birell Green Barley (0,5 % vol.) - cerveza sin alcohol aromatizada
- Birell Pomelo & Grep (0,3 % vol.) - cerveza sin alcohol aromatizada
- Birell Botanicals (0,3 % vol.) - cerveza sin alcohol aromatizada (manzana, té verde y flor de saúco)
- Birell Sin gluten (contenido de gliadina de hasta 20 mg/l)

## Premios
En el concurso de expertos cerveceros de 1996 obtuvo el primer lugar.

## Galería

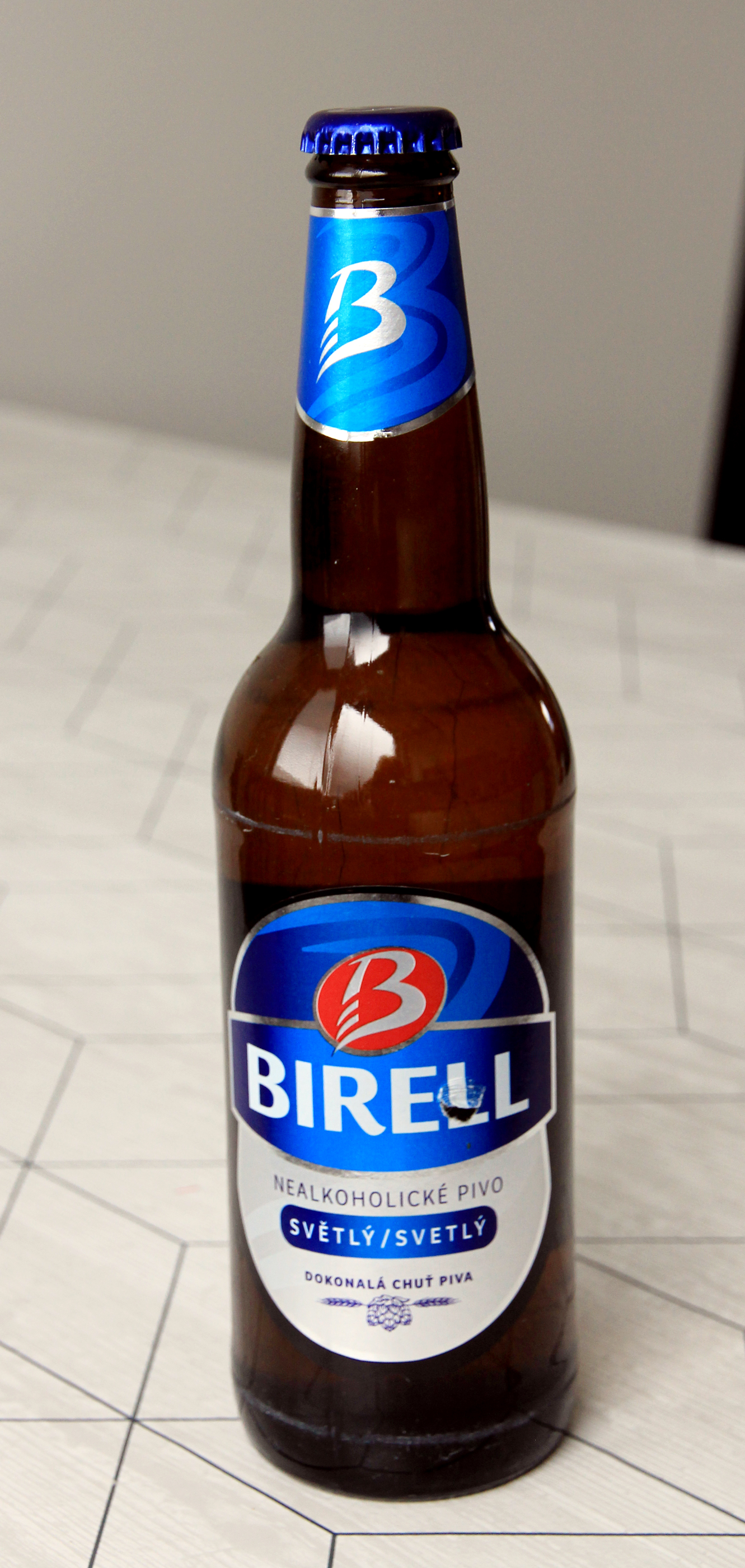
Birell
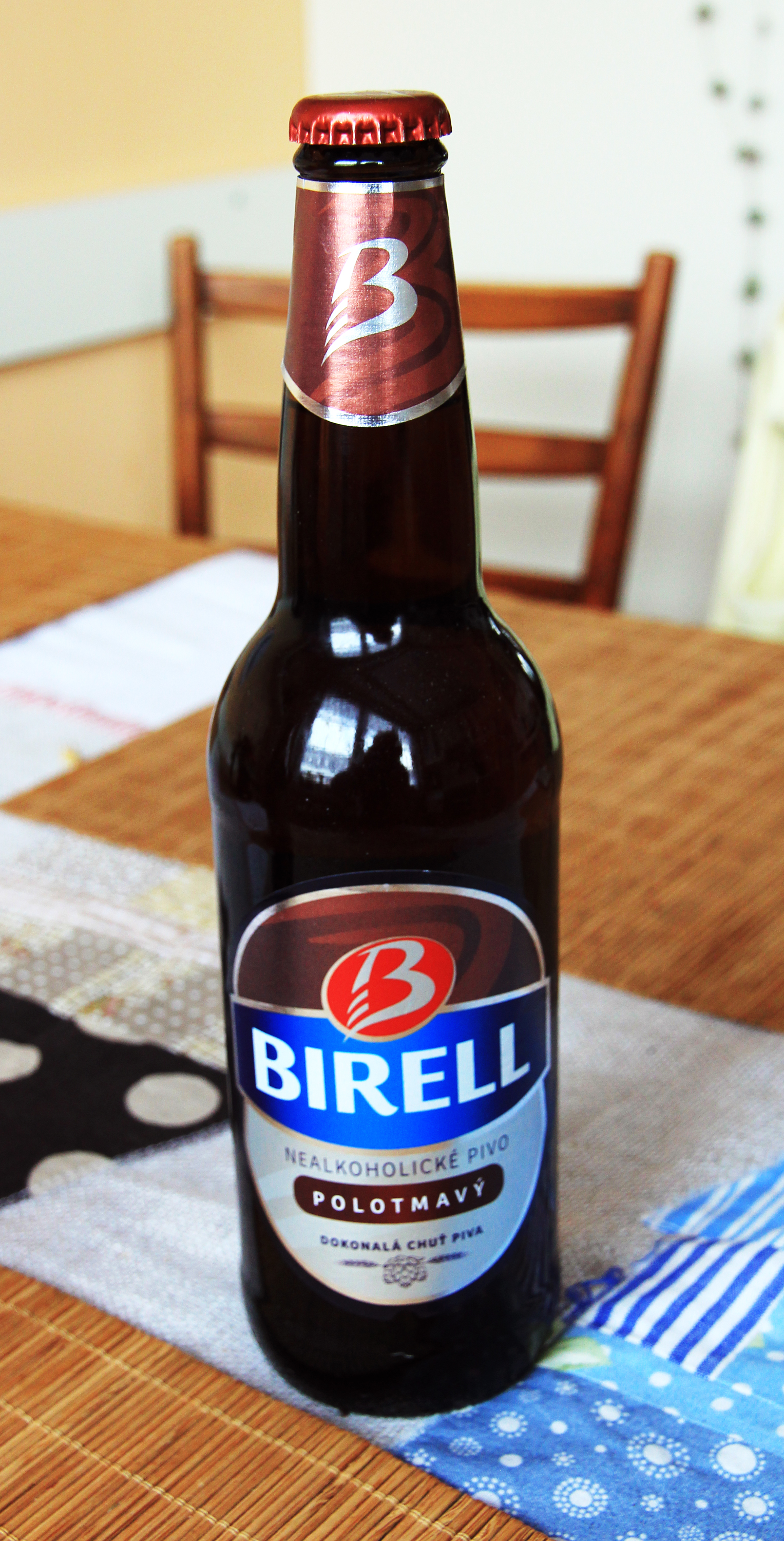
Semioscuro de Birell
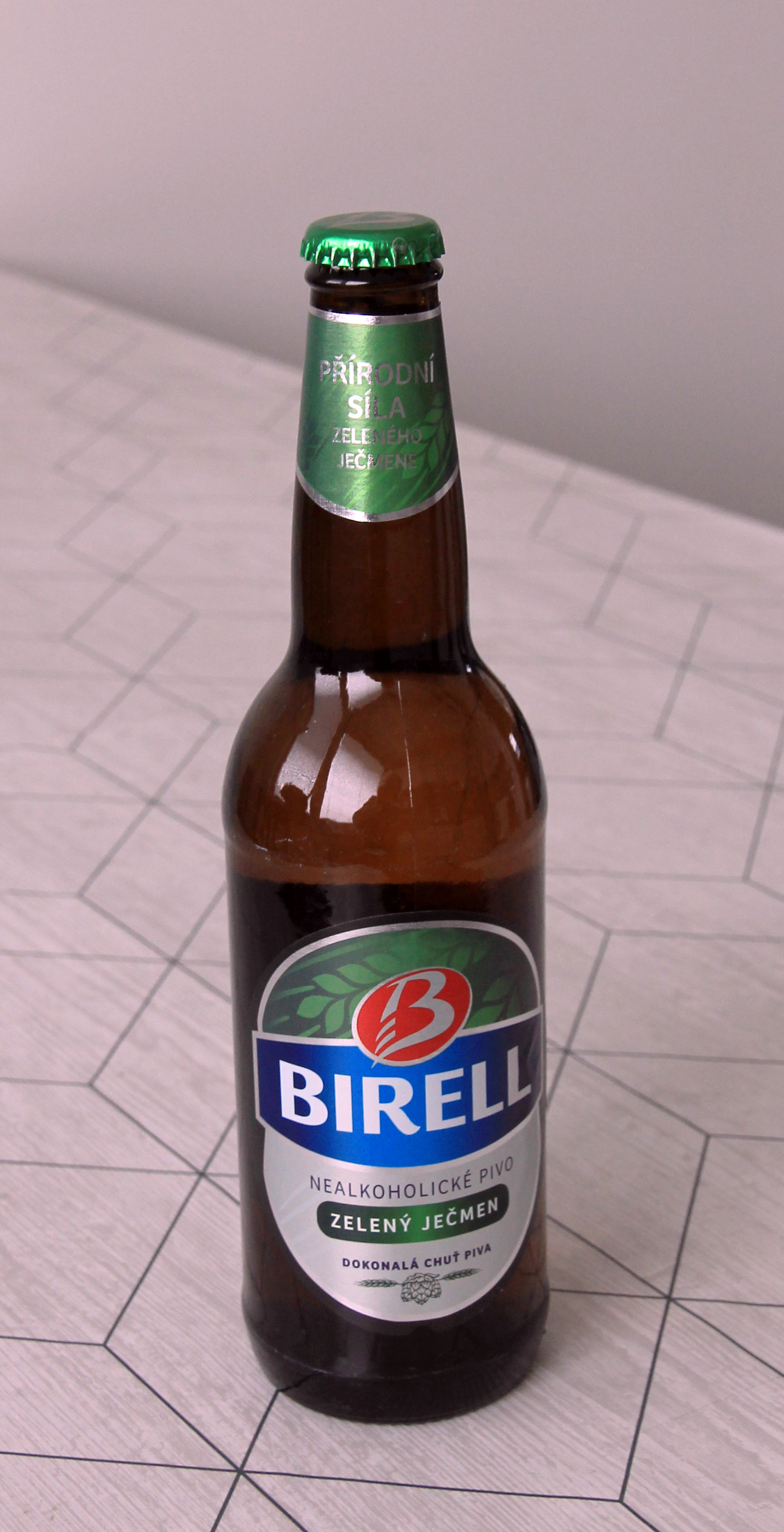
Cebada verde Birell
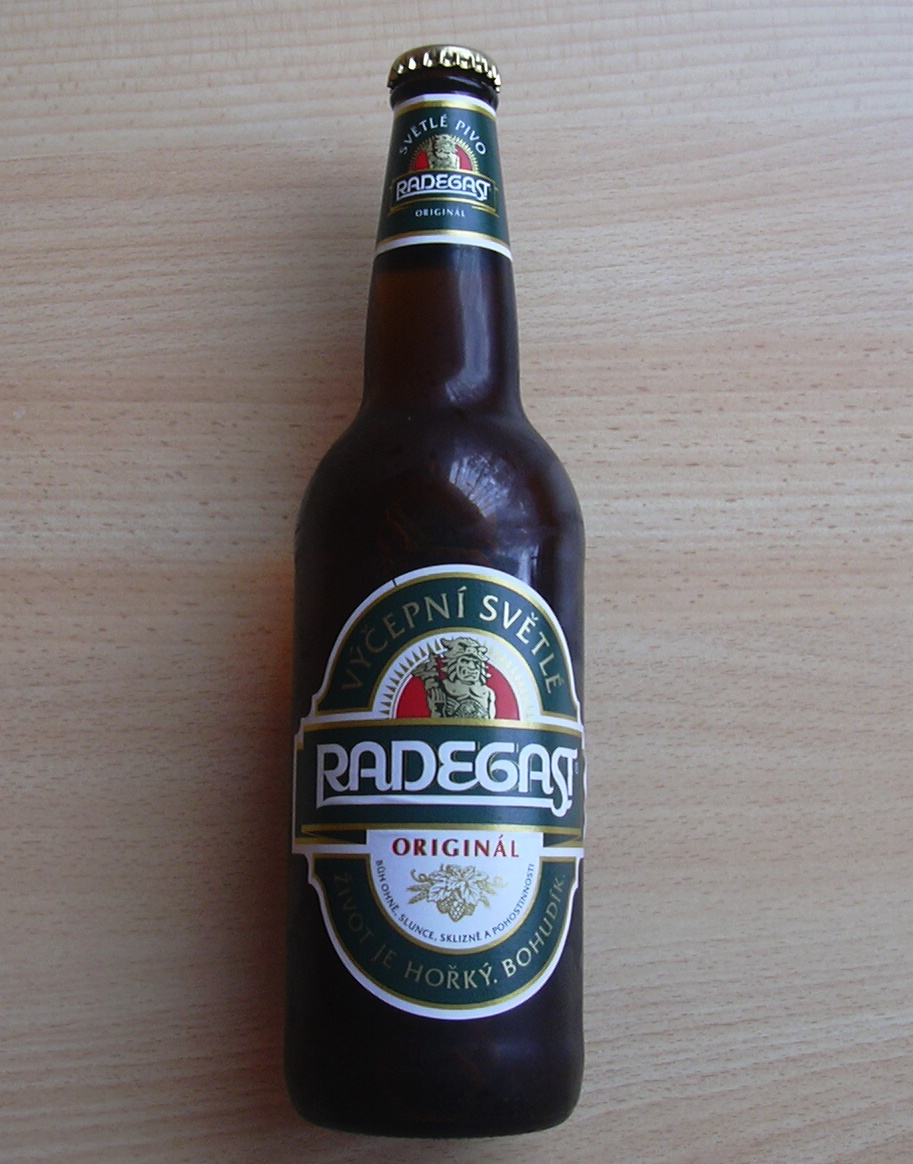
Luz de grifo Radegast
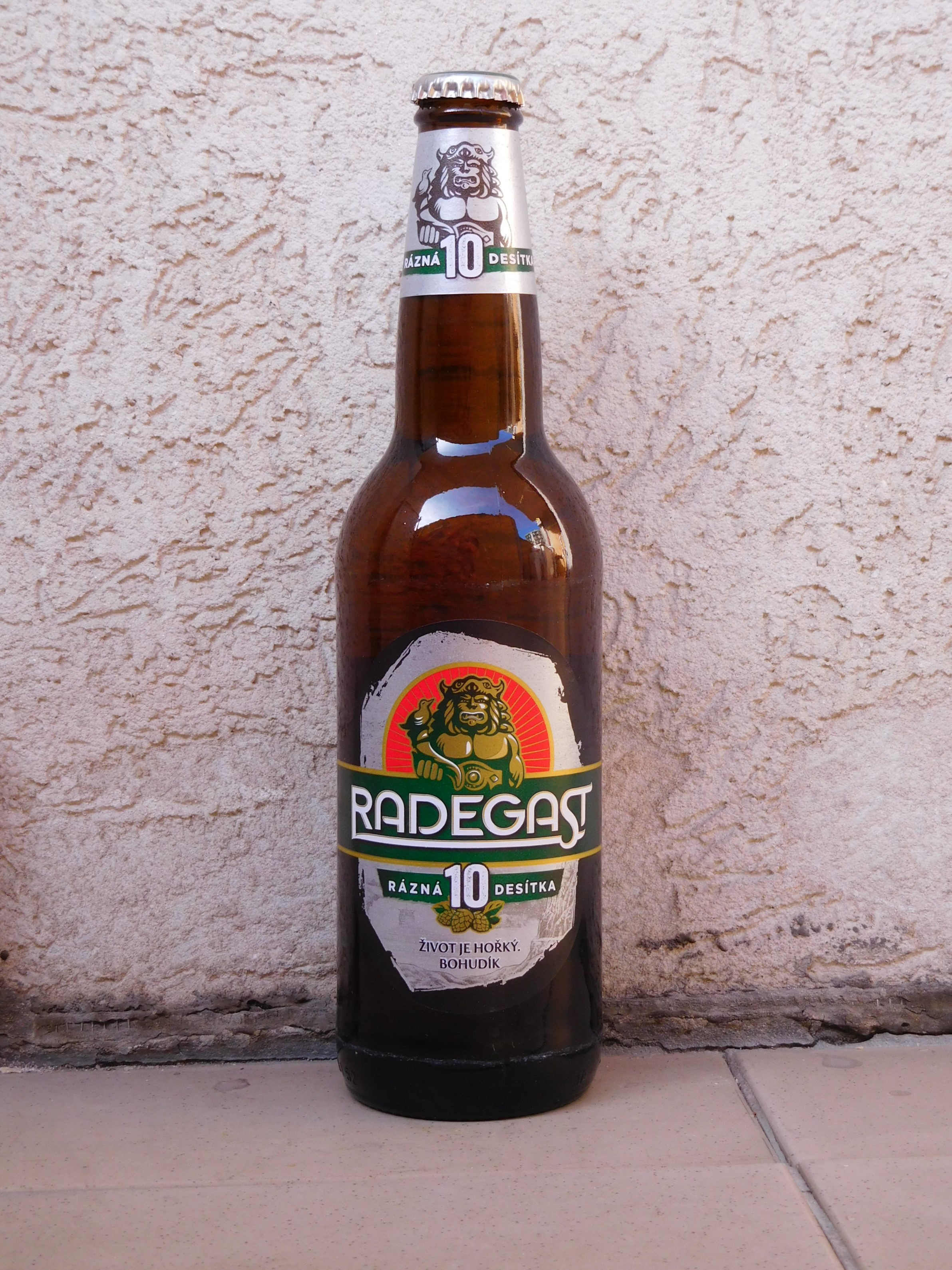
Radegast choca los diez
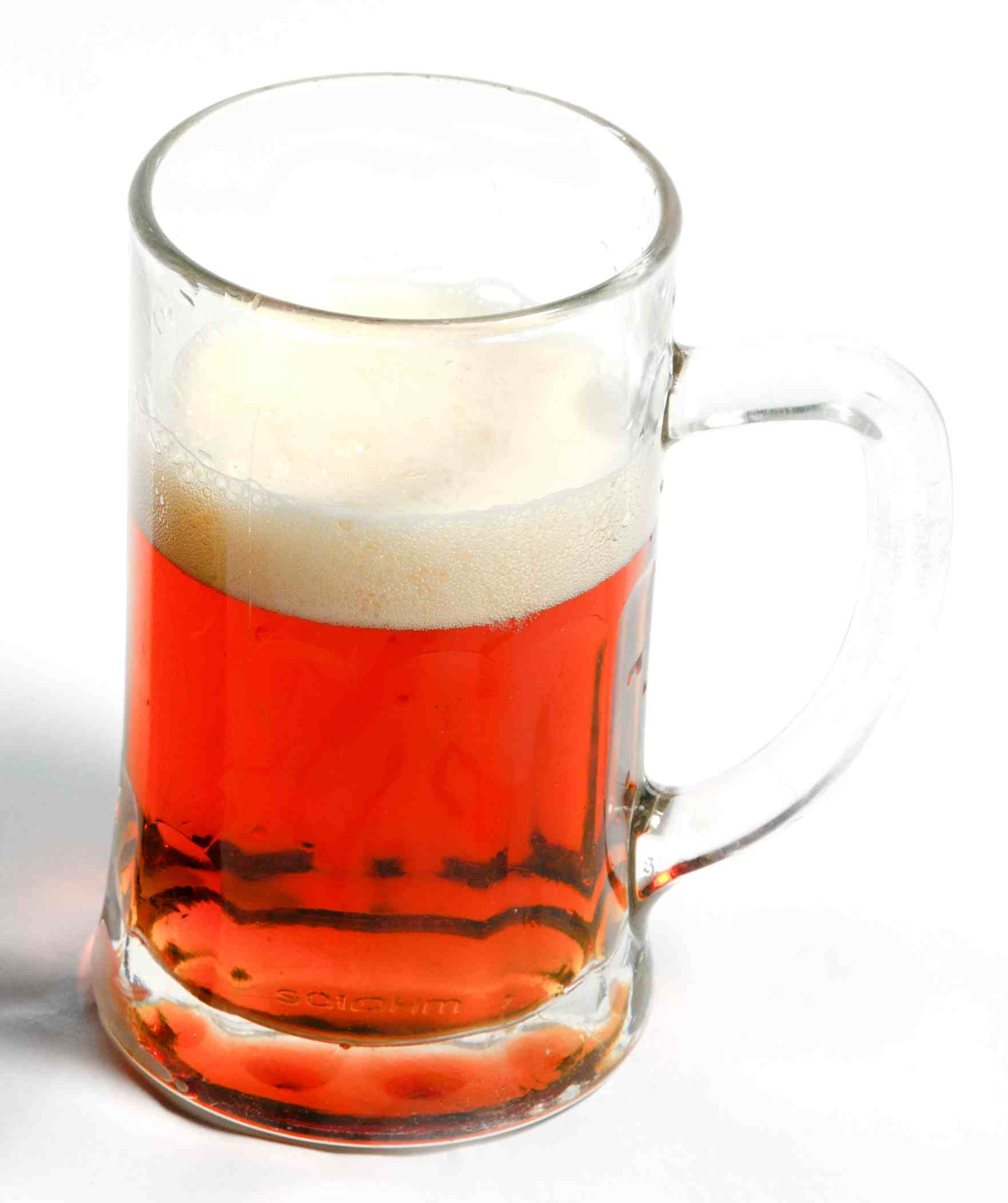
Radegast oscuro amargo
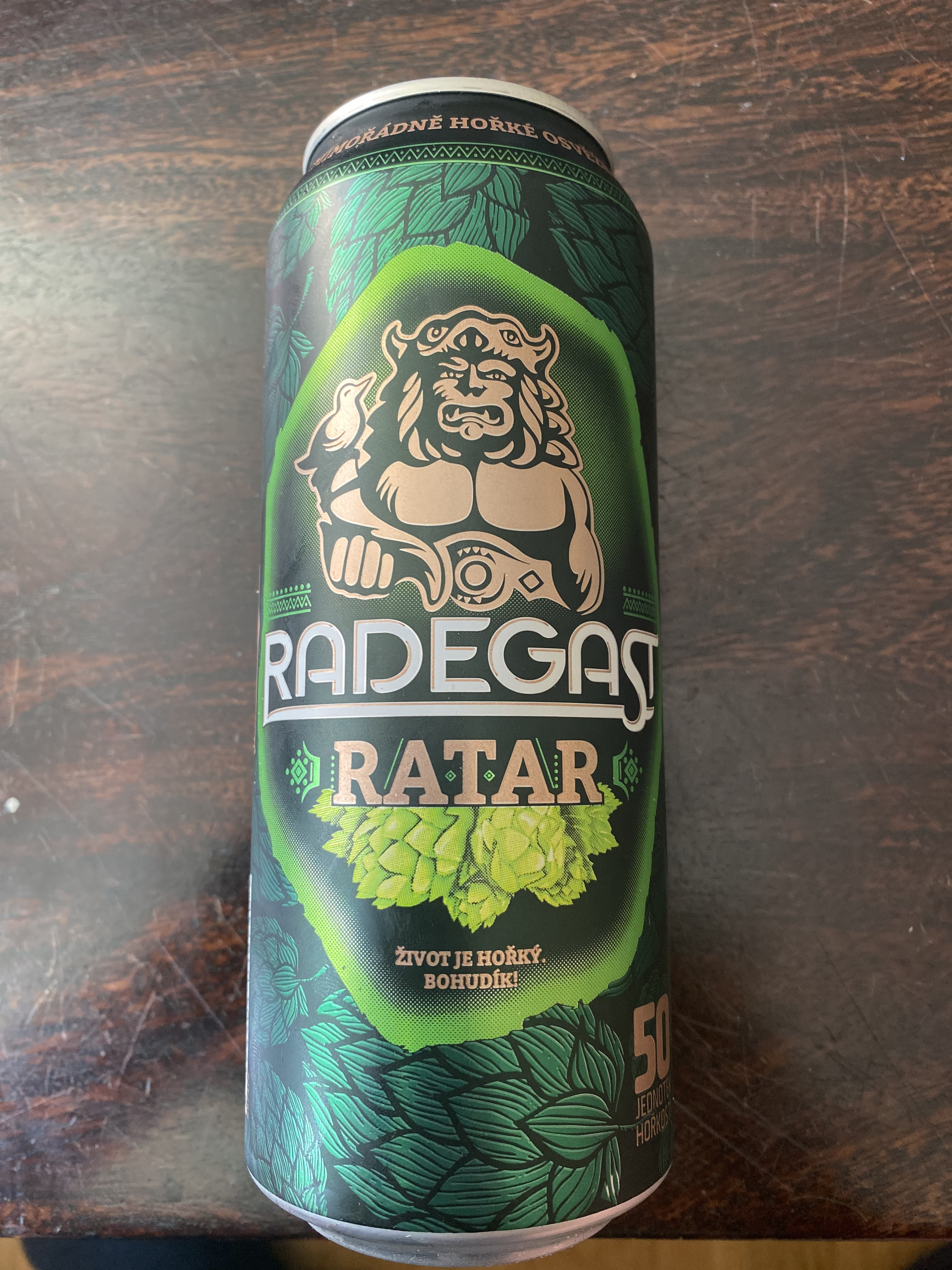
Radegast Ratar, lata de cerveza ligera

## Enlaces